# Монгольські вторгнення в Індію

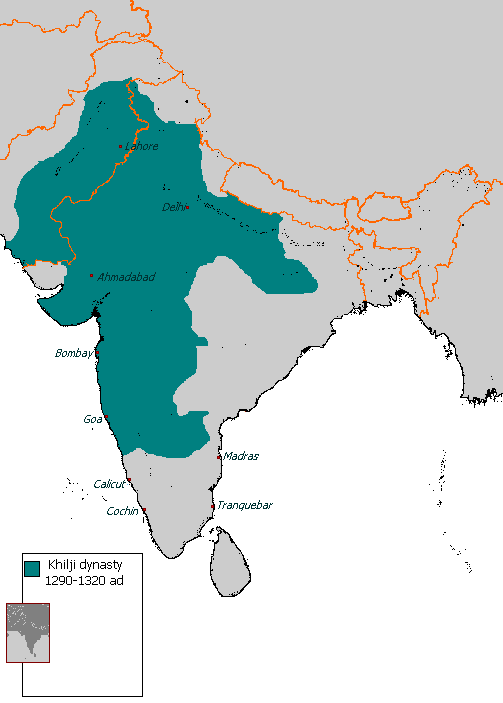
Династія Хальджі

Султан Ала уд-Дін Хальджі

Монгольські вторгнення до Індії включали в себе низку нападів військ Монгольської імперії на Делійський султанат, що відбулися в XIII столітті.

## Перше вторгнення
Делійський султанат був заснований в 1206 році і, починаючи з 1210 року, знаходився в майже безперервних внутрішніх війнах. На його територію монголи вперше вступили в 1221 році, переслідуючи військо правителя Хорезма Джелал ад-Діна, до цього розбила монгольський загін у битві при Парвані. 9 грудня на річці Інд сталася битва, в якій військо Джелал ад-Діна було розгромлено. Після цього монголи спустошили області Мултана, Лахора і Пешавара і покинули Індію, захопивши близько 10 000 полонених.

## Наступні вторгнення
У 1235 році монголи захопили Кашмір. У 1241 році вони здійснили вторгнення в Індію і захопили Лахор. У 1246 році були взяті Мултан і Уч. У 1254–1255 році кашмірці підняли повстання, яке було придушене. Після цього, з причини інших цілей, монголи тимчасово припинили великі операції проти Індії, і її правителі використовували це для повернення захоплених територій, а також для збільшення обороноздатності. Султан Алауддін Хілджі в 1290-1300-х роках ввів «мобілізаційну економіку» і посилив армію, багато в чому за зразком монгольської організації.
У 90-х роках XIII століття набіги поновилися з боку Чагатайського улусу. У 1292 році вони вторглися в Пенджаб, але авангард зазнав поразки, а від решти війська султану вдалося відкупитися. Пізніше монголи організували ряд вторгнень в Північну Індію. У 1297 році у великому бою біля Делі монголи здобули перемогу над індійцями, але через важкі втрат відступили. У 1299 році Ала уд-Дін Хальджі здійснив похід в улус. Після довгого відступу, монголи атакували і розбили частину його військ, загинув індійський генерал Зафар Хан. Після цього монголи здійснили швидку атаку, дійшли до Делі і розорили і саме місто, і його околиці; Ала уд-Діну залишалося тільки відсиджуватися в фортеці Сірі близько 2 місяців. Після цього султан побудував нові укріплення і посилив армію. Однак монголам вдалося в ході чергового набігу спалити і розграбувати Пенджаб і його околиці. Але пізніше таких успіхів їм досягти, як правило, не вдавалося. У 1306 році під керівництвом Кебека ними було здійснено вторгнення. Загін переправився через Інд близько Мултана, але зазнав великої поразки від правителя Пенджабу. У полон, за завищеними індійським даними, потрапило до 50 000 чоловік. У 1307–1308 роках відбулося останнє вторгнення, яке також було відбито. Після цього вторгнення припинилися, хоча протягом XIV століття ще відбувалися окремі напади з боку промонгольських держав.